# Cantonul Béthune-Sud
Cantonul Béthune-Sud este un canton din arondismentul Béthune, departamentul Pas-de-Calais, regiunea Nord-Pas-de-Calais, Franța.

## Comune
| Comune                 | Populație (1999) | Cod poștal | Cod INSEE |
| ---------------------- | ---------------- | ---------- | --------- |
| Allouagne              | 3 055            | 62157      | 62023     |
| Béthune (1)            | 27 808           | 62400      | 62119     |
| Fouquereuil            | 1 023            | 62232      | 62349     |
| Fouquières-lès-Béthune | 1 133            | 62232      | 62350     |
| Labeuvrière            | 1 710            | 62122      | 62479     |
| Lapugnoy               | 3 310            | 62122      | 62489     |
| Verquin                | 3 248            | 62131      | 62848     |